# 小銼甲鯰
小銼甲鯰，為輻鰭魚綱鯰形目甲鯰科的其中一種，為亞熱帶淡水魚，分布於南美洲巴拉圭河流域，體長可達11公分。屬雜食性魚類，會食用水草柔軟的葉片，藻類，動物屍體或昆蟲幼蟲。棲息在底層水域，不常活動，並擁有絕佳的保護色。身體，鰭都非常堅硬，受到驚嚇時會先將背鰭及尾鰭張到最大，再快速擺動尾巴，激起淤泥。

## 扩展阅读
維基物種上的相關：小銼甲鯰